# Prix Egalia
Prix Egalia är SVT:s programlednings årliga pris för jämställdhet och mångfald. Bedömningskriterierna ska följa SVT:s mångfaldspolicy. Bidraget kan vara ett extraordinärt program eller en insats (administrativt, journalistiskt eller konstnärligt). Priset kan delas ut till en enskild person, en grupp eller ett program.